# Пленёф, Жанна Аньес Бертло де
Жанна Аньес Бертло де Пленёф (фр. Jeanne Agnès Berthelot de Pléneuf; август 1698, Париж — 7 октября 1727, Курбепин, известная как маркиза де При) — французская аристократка, хозяйка литературного салона; фаворитка герцога де Бурбон, первого министра короля Франции Людовика XV. В течение нескольких лет маркиза де При являлась самой могущественной женщиной при дворе юного Людовика XV.

## Биография
Жанна была дочерью богатого французского финансиста Этьена Бертло де Пленёфа, генерального откупщика по селитре и пороху. В 1713 году отец выдал её замуж за разорившегося нормандского аристократа Луи, маркиза де При (фр. marquis de Prie), служившего французским посланником при савойском дворе в Турине и являвшегося троюродным братом герцогини де Вантадур, воспитывавшей будущего короля Людовика XV. Жанна была красива, умна, остроумна, претенциозна и обладала явным талантом игры на клавесине.
Вернувшись во Францию по завершении службы мужа в 1719 году, она открыла светский «салон» в шато Белесба, расположенном в селении Бутиньи-сюр-Эссонн неподалёку от Фонтенбло. Замок принадлежал её дяде Жану-Батисту Бертло де Дюши, интенданту по делам инвалидов. Вольтер посвятил этому замку свою пьесу La Fête de Bélesbat (около 1720 года). Этот салон посещали Монтескьё, герцог де Ришельё, мадемуазель де Клермон (принцесса крови, сестра герцога Бурбонского), а также медик Дени Додар.
Маркиза де При стала фавориткой герцога де Бурбон (1692—1740), («месье герцог»), бывшего первым министром в начале правления короля Людовика XV (1723—1726 годы). Герцог де Бурбон полностью подчинился своей фаворитке, будучи к этому времени вдовцом уже три года. Жанне приписывается существенная роль в проекте устройства женитьбы 15-летнего короля на Марии Лещинской, дочери уже нецарствовавшего монарха, с которой они были в приятельских отношениях. В определённый период маркиза де При была наиболее влиятельной женщиной при королевском дворе Франции. Она оказывала протекцию писателям и художникам той эпохи.
В 1725 году маркиза де При безуспешно пыталась удалить от двора кардинала Флёри, соперника Бурбонского герцога у власти. После того как Флёри всё же был назначен первым министром, а герцог де Бурбон сослан в своё имение Шантийи, маркиза де При также была отправлена в свой нормандский замок в Курбепине, где она и скончалась в 1727 году либо от столбняка, либо в результате попытки самоубийства.
В 1725 году маркиза де При купила в Париже крупный участок земли, расположенный на улице rue Saint-Dominique (в современном VII округе Парижа) и поручила Президенту Большого совета Франсуа Дюре возвести здесь за свой счёт частный особняк. Однако строительство не успели закончить до того, как маркиза попала в немилость. Отель был продан овдовевшей маркизе де Ла Врильер (фр. marquise de La Vrillière), которая стала первой хозяйкой отеля де Бриенн (сейчас здесь расположено Министерство обороны Франции).

## В искусстве
- В начале драмы Александра Дюма «Мадемуазель де Бель-Иль» (1839 год) герцог Ришельё рвёт свои отношения с маркизой де При, которая являлась официальной любовницей герцога де Бурбон.
- Последний праздник (фр. La Dernière Fête) (1996 год), телефильм режиссёра Пьера Гранье-Дефера, с Шарлоттой Рэмплинг в роли маркизы де При.